# 木滝りま
木滝 りま（きたき りま）は、日本の脚本家。茨城県出身。女性。
2003年に発表したTVアニメ『FIRESTORM』の第22話「トラップ」でデビューした。アンドリーム（&REAM）所属。

## 参加した作品

### TVドラマ／映画
- 土曜プレミアム/ほんとにあった怖い話 （2012年）
- 悪霊病棟(リサーチ) （2013年）
- ほんとにあった怖い話　夏の特別編2013『影の暗示』（2013年）
- 東京特許許可局（2014年）
- 念力家族 （2015年）
- ほんとにあった怖い話 夏の特別編2018（2018年）
- パフェちっく！（2018年）
- こんな未来は聞いてない‼ （2018年）
- GOSTTOWN ★メインライター（2018年）
- 運命から始まる恋　-You are my Destiny ★（2019年）
- 幸ト音（さちとおと）［配信映画］（2021年）
- カナカナ（2022年）
- みなと商事コインランドリー（2022年）
- 青春シンデレラ（2023年）
- 半熟ファミリア（2023年）
- 正直不動産２（2024年）
- 離婚弁護士スパイダー（2024年）

### TVアニメ
- FIRESTORM（2003年、脚本）
- アニマル横町（2005年、脚本）
- 魔豆奇伝パンダリアン（2005年、脚本）
- ひとひら（2006年、脚本）
- ユメミル、アニメ「onちゃん」（2006年、シリーズ構成）
- ひだまりスケッチ（2007年、脚本）
- スイートプリキュア♪（2011年、脚本）

### ゲーム
- 研修医 天堂独太（2004年、シナリオ）
- 名探偵コナン・追憶のミラージュ（2006年、シナリオ）
- 課長島耕作（2007年、シナリオ）
- タユタマ -Kiss on my Deity-（2009年、シナリオ）

### 舞台
- 太った奴ほど よく笑う（2009年、脚本）

### ラジオドラマ
- 青山二丁目劇場「コンシェルジュ」（2010年、脚本）

### 小説
・科学探偵シリーズ（朝日新聞出版）
・セカイの千怪奇シリーズ（岩崎書店）
・Vチューバー探偵団　目指せ！登録者100万人の配信者（朝日新聞出版）